# Triopa (re di Argo)
Triopa (in greco antico: Τριόπας?, Triópas) è un personaggio della mitologia greca identificato come il settimo re di Argo.

## Etimologia
Nella paretimologia il nome significa "colui che ha tre occhi" (da τρι- "tre" + -ωπ- "vedere") ma il finale -ωψ, -οπος suggerisce un'origine pre-ellenica.
Triopa potrebbe essere un aspetto di Zeus argivo, poiché a volte veniva rappresentato con un terzo occhio sulla fronte, oppure potrebbe essere il suo rappresentante umano.

## Genealogia
Nella versione fornita da Pausania, Triopa è figlio di Forbante ed Eubea, fratello di Arestore e padre di Pelasgo, Iaso, Agenore e della figlia Messene. I suoi figli maggiori (Pelasgo e Iaso) sarebbero due gemelli nati da una donna di nome Sois.
Secondo Igino, Triopa è invece il figlio di Peiranto e di Calliroe, fratello di Argo Panoptes e di Arestore e padre di Oreaside, di Xanto, di Inaco (e probabilmente) anche di Iaso. Secondo questo autore erano suoi figli anche Eurisabe, Anto, Pelasgo ed Agenore anche se altri autori attribuiscono la discendenza di questi ultimi ad altri genitori.

## Mitologia
Secondo Eusebio di Cesarea, Triopa regnò per 46 anni e nel tempo in cui Prometeo, Epimeteo, Atlante ed Io erano suoi contemporanei.
Sul trono di Argo succedette suo padre (Forbante o Piranto, a seconda delle versioni) e fu a sua volta succeduto prima da suo figlio Iaso ed in seguito da Agenore e da suo nipote Crotopo (un figlio di Agenore).
Triopa era anche un contemporaneo dell'autoctono Cecrope (il primo re di Atene) e di Maratonio, il tredicesimo re di Sicione.